# Carnage in Worlds Beyond
Albums de Enthroned
Armoured Bestial Hell
(2001) XES Haereticum
(2004)
Carnage in Worlds Beyond est le cinquième album studio du groupe de Black metal belge Enthroned. L'album est sorti en août 2002 sous le label Napalm Records. C'est le premier album du groupe sorti sous ce label.
C'est le premier album enregistré avec le batteur Alsvid.

## Musiciens
- Lord Sabathan - vocal, basse
- Nornagest - guitare
- Nerath Daemon - guitare
- Alsvid - batterie

## Liste des morceaux
1. Boundless Demonication - 04:11
2. Infernal Flesh Massacre - 04:17
3. Spawn From The Abyss - 05:09
4. Bloodline - 05:06
5. Jehova Desecration - 02:27
6. Diabolic Force - 03:22
7. Land Of Demonic Fears - 01:30
8. Radiance Of Mordacity - 03:40
9. Graced By Evil Blood - 08:18
10. Carnage In Worlds Beyond - 01:23